# Piket (paaltje)

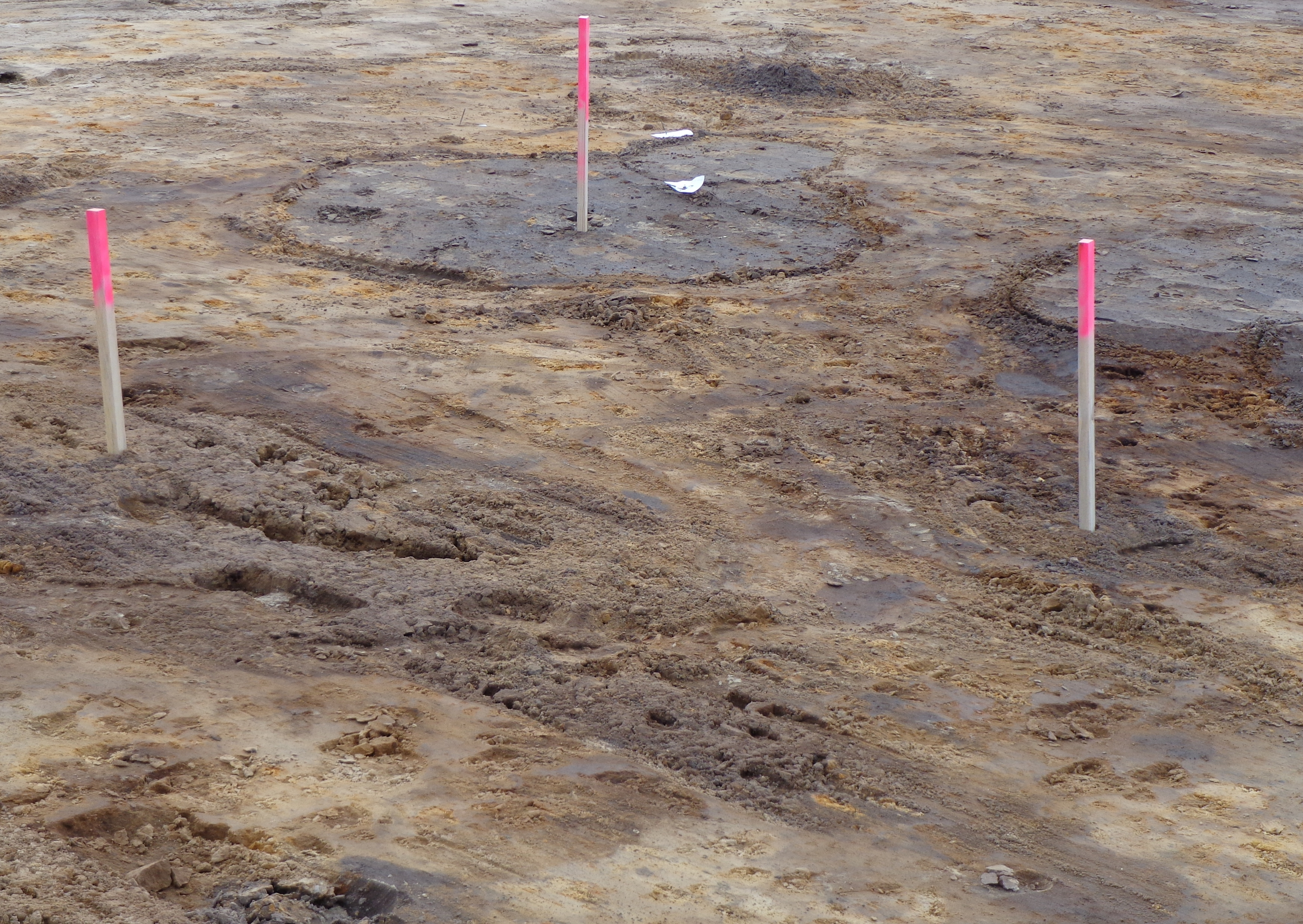
Piketpaaltjes bij een archeologische opgraving

Een piketpaaltje is een houten paaltje of metalen buisje of staaf, vaak met een gekleurde kop (geverfd of voorzien van gekleurd plakband), gebruikt om objecten te markeren. Piketpaaltjes markeren vaak in de toekomst te realiseren objecten, zoals nieuwbouw, verhardingen, grenzen, terreinafscheidingen, kabels, leidingen, enzovoort, en worden ook wel gebruikt tijdens archeologische opgravingen om contouren aan te geven of andere bodemvondsten te markeren. De term is afkomstig uit de landmeetkunde. Het is afgeleid van het Franse woord 'piquet', dat gepunt paaltje betekent. Ook het Engelse woord 'picket' (paaltje) is verwant.      
De uitdrukking 'piketpaaltjes slaan' wordt met name figuurlijk gebezigd bij onderhandelingen in de politiek of het bedrijfsleven. De betekenis is daarbij gelijkend: een standpunt markeren om de ruimte in een onderhandeling af te bakenen. 
Een houten paaltje om een tent mee vast te zetten en of een paard aan vast te binden wordt ook piketpaal genoemd. Een piketdienst is een wachtdienst in het leger of elders.

Een schroefpiket is een metalen staaf, die aan een kant de vorm van een kurketrekker heeft, om gemakkelijk in de grond te bevestigen en wordt vooral gebruikt voor prikkeldraad-hekken.
Een sneeuwpiket is een metalen staaf om in sneeuw te slaan, bijvoorbeeld als zekeringspunt bij bergklimmen of om een tent vast te zetten.

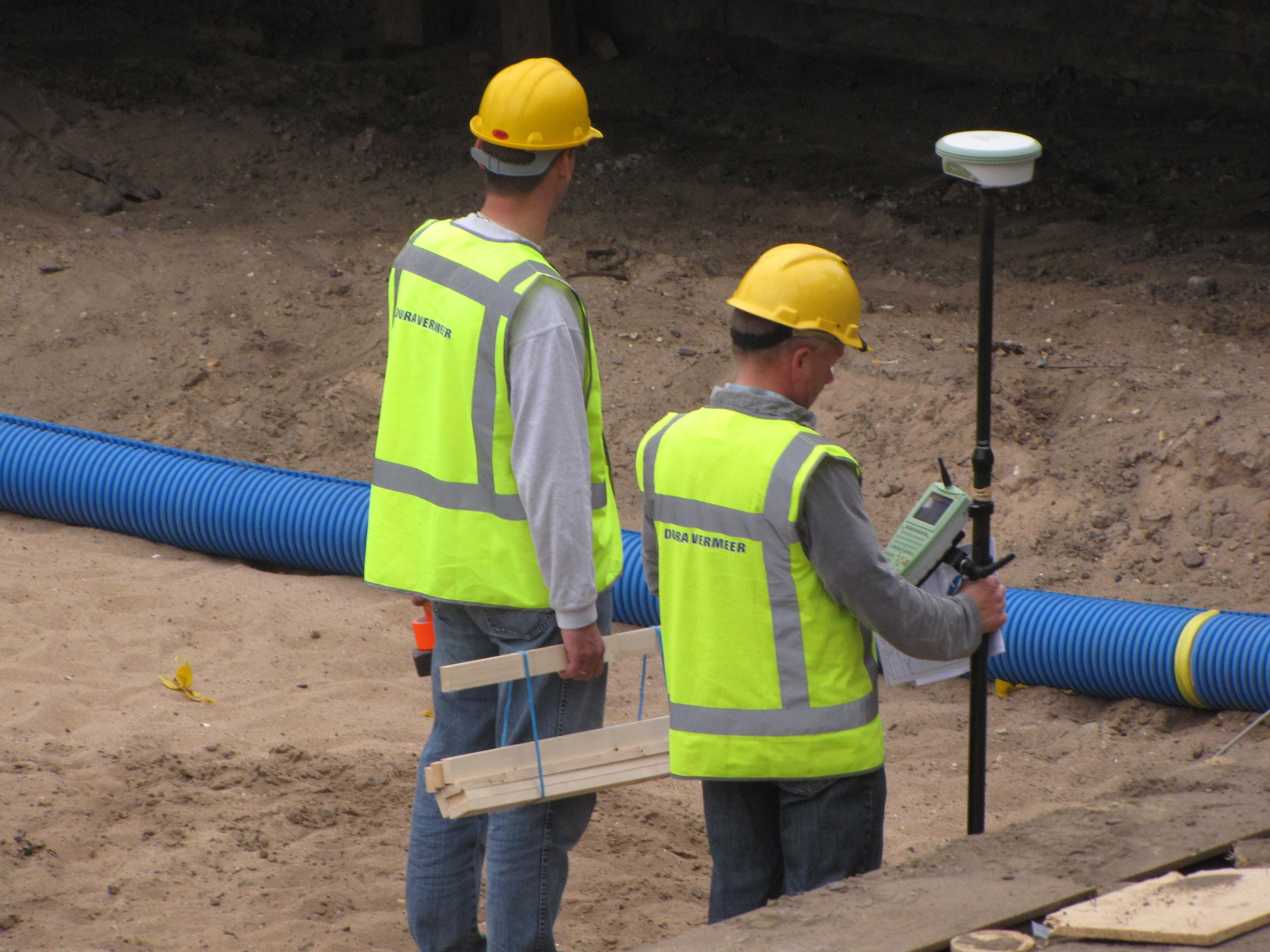
Landmeters met piketten, ze zetten met behulp van GPS de houten paaltjes uit voor het markeren van de plek van een nieuw te bouwen object.
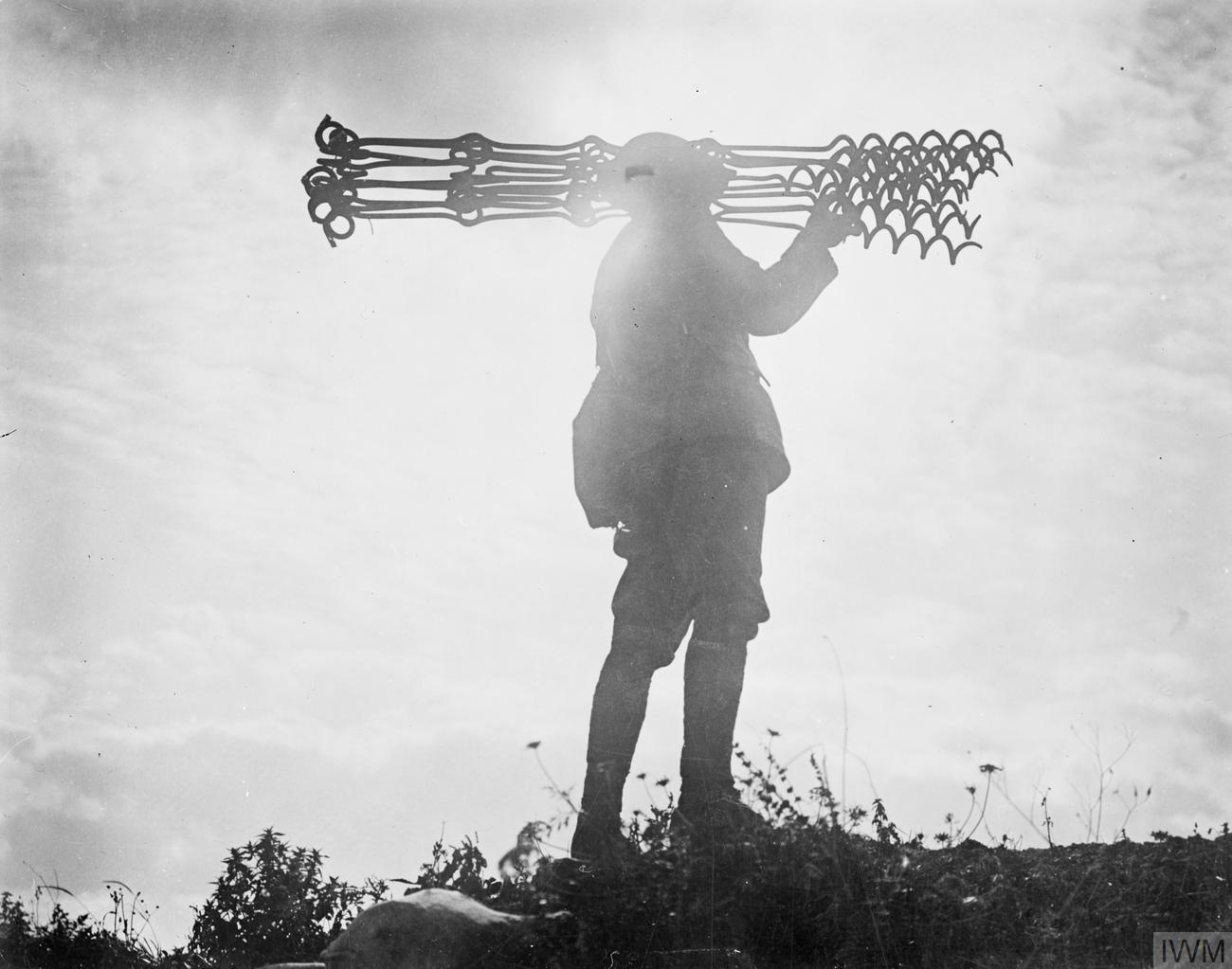
schroefpiketten
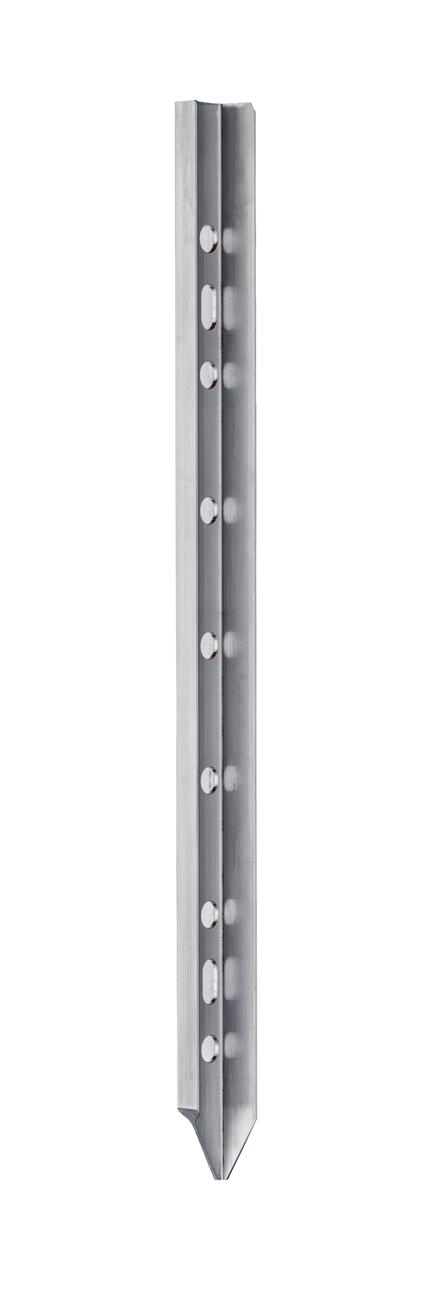
sneeuwpiket